# Championnat de Pologne de football 1957
Navigation
Édition précédente Édition suivante
La saison 1957 du championnat de Pologne est la vingt-neuvième saison de l'histoire de la compétition. Cette édition a été remportée par le Górnik Zabrze, devant le Gwardia Varsovie.

## Les clubs participants
| Club             | Ville    |
| ---------------- | -------- |
| Budowlani Opole  | Opole    |
| Gornik Radlin    | Radlin   |
| Gornik Zabrze    | Zabrze   |
| Gwardia Varsovie | Varsovie |
| Lech Poznań      | Poznań   |
| Lechia Gdańsk    | Gdańsk   |
| Legia Varsovie   | Varsovie |
| LKS Łódź         | Lódź     |
| Polonia Bytom    | Bytom    |
| Ruch Chorzów     | Chorzów  |
| Stal Sosnowiec   | Cracovie |
| Wisła Cracovie   | Cracovie |

## Compétition

### Classement
| Rang | Équipe            | Pts | J  | G  | N  | P  | Bp | Bc | Diff |
| ---- | ----------------- | --- | -- | -- | -- | -- | -- | -- | ---- |
| 1    | Górnik Zabrze     | 33  | 22 | 15 | 3  | 4  | 58 | 24 | +34  |
| 2    | Gwardia Varsovie  | 32  | 22 | 15 | 2  | 5  | 53 | 26 | +27  |
| 3    | ŁKS Łódź (C)      | 29  | 22 | 12 | 5  | 5  | 53 | 28 | +25  |
| 4    | Legia Varsovie    | 26  | 22 | 11 | 4  | 7  | 62 | 33 | +29  |
| 5    | Lechia Gdańsk     | 22  | 22 | 8  | 6  | 8  | 25 | 29 | -4   |
| 6    | Polonia Bytom (P) | 21  | 22 | 7  | 7  | 8  | 30 | 31 | -1   |
| 7    | Stal Sosnowiec    | 20  | 22 | 5  | 10 | 7  | 38 | 45 | -7   |
| 8    | Ruch Chorzów      | 19  | 22 | 7  | 5  | 10 | 35 | 46 | -11  |
| 9    | Wisła Cracovie    | 18  | 22 | 6  | 6  | 10 | 35 | 44 | -9   |
| 10   | Budowlani Opole   | 18  | 22 | 8  | 2  | 12 | 27 | 48 | -21  |
| 11   | Górnik Radlin (P) | 14  | 22 | 4  | 6  | 12 | 23 | 54 | -31  |
| 12   | Lech Poznań       | 12  | 22 | 5  | 2  | 15 | 25 | 46 | -21  |

| Légende | Légende                                                      |
| ------- | ------------------------------------------------------------ |
|         | Champion de Pologne                                          |
|         | Relégation en II Liga                                        |
|         | (P) : Promu (C) : Vainqueur de la Coupe de Pologne 1956-1957 |

## Bilan de la saison
| Tableau d'Honneur |               |
| Compétition       | Vainqueur     |
| I Liga            | Górnik Zabrze |
| Coupe de Pologne  | ŁKS Łódź      |

| Promotions et relégations |                               |
| Relégués en II Liga       | Górnik Radlin Lech Poznań     |
| Promus de II Liga         | Polonia Bydgoszcz KS Cracovia |

## Meilleurs buteurs
| # | Joueur            | Équipe         | Buts |
| - | ----------------- | -------------- | ---- |
| 1 | Lucjan Brychczy   | Legia Varsovie | 19   |
| 2 | Henryk Kempny     | Legia Varsovie | 17   |
|   | Władysław Soporek | ŁKS Łódź       | 17   |